# بوينس آيرس (محافظة)
بوينس آيرس، رسميًا مقاطعة بوينس آيرس، هي أكبر المقاطعات السكانية في الأرجنتين. وأكثرها كثافة. تستمد اسمها من مدينة بوينس آيرس، عاصمة البلاد، التي كانت سابقًا جزءًا من المقاطعة وعاصمتها حتى تم تحويلها إلى مدينة فيدرالية عام 1880. ومنذ ذلك الحين، وعلى الرغم من تطابق الاسمين، لا تشمل المقاطعة مدينة بوينس آيرس نفسها، لكنها تضم جميع الأجزاء الأخرى من منطقة العاصمة الكبرى (غراند بوينس آيرس)، التي تضم نحو ثلاثة أرباع سكان التكتل الحضري. عاصمة المقاطعة هي مدينة لا بلاتا التي تأسست عام 1882.
تحد المقاطعة من الشمال الشرقي مقاطعة إنتري ريوس، ومن الشمال مقاطعة سانتا في، ومن الشمال الغربي مقاطعة كوردوبا، ومن الغرب مقاطعة لا بامبا، ومن الجنوب والغرب مقاطعة ريو نيغرو، ومن الشمال الشرقي المدينة المستقلة لبوينس آيرس. تقع أوروغواي مباشرة عبر نهر ريو دي لا بلاتا إلى الشمال الشرقي، وتقع كلتا المقاطعتين على ساحل المحيط الأطلسي إلى الشرق. تُعد معظم مساحة المقاطعة جزءًا من منطقة البامباس الجغرافية، فيما يُعتبر أقصى جنوبها غالبًا جزءًا من منطقة باتاغونيا.
يبلغ عدد سكان المقاطعة حوالي 17.5 مليون نسمة، وهو ما يشكل 38% من إجمالي سكان الأرجنتين. تغطي المقاطعة مساحة تبلغ 307,571 كيلومترًا مربعًا (118,754 ميلًا مربعًا)، ما يمثل نحو 11% من إجمالي مساحة الأرجنتين، مما يجعلها أكبر مقاطعة في البلاد.

## أعلام
- فيكتور إميليو راميريز
- رودولفو ألميرون
- ماريا سانتوس
- سانتياغو فيلان
- خوان رومان ريكيلمي
- دومينغو غوردون
- توماس باتريك مور
- كارلوس باشا
- رينالدو بينيوني
- خورخي نوفاك